# Rebelión de Sacalum
Rebelión de Sacalum (también llamada rebelión de Ah Kin Pol) se llama a una sublevación del pueblo maya ocurrida el 2 de febrero de 1624 en el poblado de Sacalum, ubicado cerca de  la ciudad de Ticul, Capitanía General de Yucatán, Nueva España (hoy Yucatán, México). Ah Kin Pol el instigador, llamó a los indígenas mayas a levantarse contra los españoles que dominaban la región y controlaban el pueblo. Pasando a la acción, aprovechó el descuido de los europeos que atendían una misa y los pasó a cuchillo.

"Los indios de las montañas que llaman de Sacalum, que caen a lo occidental respecto de la bahía de la Ascensión y como al mediodía de la ciudad de Mérida y villa de Campeche, entre esta tierra y la de la Vera-Paz y Guatemala, temieron que sujetados aquellos, habían de bajar los españoles corriendo la tierra, y con la violencia de las armas sujetarlos á ellos, porque pacificados los otros, no les quedaba refugio donde poder retirarse ni esconderse. Había entre aquellos infieles gran número de bautizados fugitivos, que, por vivir con la libertad que los otros les permitían, se habían acogido a ellos, y muchos que sabían leer y escribir, y aun hablar español, por haber sido sacristanes y cantores de sus pueblos en esta provincia, los cuales temían más, como quien se hallaba con mayor culpa. Estos persuadieron a los infieles, y convinieron unos y otros en que el mejor medio para excusar el rigor de las armas y las incomodidades que a ellos, a sus hijos y mujeres amenazaba la guerra, era venir a entregarse, dando la obediencia al gobernador, y pedir ministros doctrineros que les enseñasen cómo debían vivir según nuestra Santa Fe Católica, pues con esto los dejarían quietos y sosegados."

## El lugar y la época
De 1603 hasta 1624, los religiosos franciscanos intentaron someter ideológicamente a los mayas que lograban congregar en diversos lugares. Uno de estos sitios fue Sacalum, población actual del estado mexicano de Yucatán, aunque algunos autores afirman que los acontecimientos que se conocen como la rebelión de Sacalum habrían ocurrido en otra Sacalum  o Saclum, o Sacaltum, que en ese entonces se encontraba más al sur de la península de Yucatán, hacia el Petén guatemalteco.
Según la historia relatada por Diego López de Cogolludo, Sacalum fue dos veces edificada por los religiosos y otras tantas abandonada por los indios. De los monjes involucrados, tres de ellos destacaron sucediéndose en el pueblo: Juan de Santa María, Diego Delgado y Juan Henríquez, de los que los dos últimos encontraron la muerte debido a la resistencia  y finalmente a la rebelión de los indígenas mayas, aunque también por las rivalidades entre los propios españoles,  algunos de los cuales eran partidarios del sometimiento en pleno siglo XVII de los pueblos indígenas por la vía militar, mientras que otros favorecían el apaciguamiento pacífico de los lugareños.

## El acontecimiento
Durante el gobierno de Diego de Cárdenas en la  Capitanía General de Yucatán (1621 - 1628), los religiosos franciscanos buscaron ampliar la evangelización de los mayas en la región sur de la península. Para ese efecto congregaron numerosos indígenas en la zona de los denominados Montes de la Pimienta, en el poblado de Sacalum. Fray Diego Delgado, que fue uno de los franciscanos encargados de la evangelización por aquellos lares, solicitó al gobernador que confirmara la constitución de un ayuntamiento indígena en la población, cosa que se hizo. Al mismo tiempo, sin embargo, el capitán Francisco Mirones, un personaje belicoso que había sido nombrado juez de grana o juez de indios, logró convencer la gobernador de emprender la conquista por las armas del Petén guatemalteco, que seguía bajo dominio de los itzaes. Tanto el gobernador como el militar se apresuraron a entrar en acción sin esperar la aprobación de la corona para esa conquista. Al enterarse Diego Delgado de que se iba a utilizar la fuerza para doblegar a los indígenas, se adelantó a los milicianos de Mirones y emprendió la ruta hacia Tayasal donde estaba el reducto más importante de los mayas. Para su mala fortuna el religioso fue muerto por los itzaes en cuanto entró en contacto con ellos en el Petén.
Pero la misma suerte corrieron los que se quedaron en Sacalum, incluyendo el capitán Mirones cuya actitud pugnaz y altanera había ofendido y alterado a los indígenas que se encontraban en la población sujetos a la evangelización de los franciscanos. Y no sólo él, sino también fray Juan Henríquez que se había quedado a sustituir al P. Delgado. Sucedió que el 2 de febrero de 1624 se rebeló la población maya en Sacalum. Los españoles, religiosos y militares fueron atacados mientras escuchaban misa y se encontraban desarmados, siendo sin excepción pasados por cuchillo por los rebeldes.

Día de la Purificación de la Madre de Dios, a dos de febrero de mil seiscientos veinte y cuatro años, se fueron el capitán y soldados a la iglesia con menos armas defensivas que pudieran en la ciudad de Mérida (cuántas desdichas han ocasionado imprudentes y demasiadas confianzas) dejando un solo soldado que hiciese posta, y cuidase de las armas. Hallaron los indios á propósito la ocasión para la ejecución de su intento, fueron al cuerpo de guarda, y maniatando al soldado de posta, se hicieron señores de todas las armas. De allí fueron todos pintados los rostros (que así no es posible conocerlos) a la iglesia con gran grita y algazara, y como los españoles estaban sin armas defensivas ni ofensivas, los prendieron los indios como a unos tristes desdichados. Aún no había acabado la misa el padre Juan Henríquez, y sospechando del rumor lo que era, consumió las especies sacramentales, y arrimado al altar volvió el rostro al pueblo a tiempo que iban amarrando a los españoles para matarlos. Entonces dijo el padre Juan al que capitaneaba a los indios, que era un sacerdote de sus ídolos llamado Ah Kin Pol, que les diese lugar a morir como cristianos y los dejase confesar. Hiciéronlo todos, diciendo a voces sus pecados, y luego el Ah Kin Pol se fue para el capitán Francisco de Mirones (que estaba atado a uno de los horcones de la iglesia, que son los pilares de las cubiertas de paja, al lado de la epístola) y quitándole la daga que tenía en la cinta, le dio con ella tan gran puñalada sobre el pecho, que abrió boca por donde metiendo la mano le arrancó el corazón, y de la misma forma fue haciendo con los demás.

Casi de inmediato fueron enviados refuerzos militares por instrucciones del gobernador Diego de Cárdenas. Un destacamento llegó a Sacalum proveniente de Mérida, la capital de la provincia, bajo las órdenes del capitán Juan Bernardo Casanova. Era tarde, la población estaba abandonada, en ruinas y llena de cadáveres que los recién llegados procedieron a sepultar. Los responsables de la rebelión habían huido.

## La captura de Ah Kin Pol
Diego de Cárdenas ordenó la búsqueda y captura de los culpables para que se les juzgara en Mérida. Para ello fue enviado el capitán Fernando Caamal al frente de un contingente militar que logró aprisionar a un considerable número de rebeldes y finalmente a quien había encabezado la rebelión: Ah Kin Pol, el sacerdote maya y batab del pueblo. Los sublevados fueron trasladados a Mérida y ejecutados en la plaza pública.

## Otras sublevaciones mayas
Este acontecimiento fue una de las varias sublevaciones de los mayas peninsulares en contra de la dominación europea durante la colonia. Otras importantes rebeliones ocurrirían en la región a lo largo de los siglos: en 1761 la rebelión de Cisteil también conocida como rebelión de Jacinto Canek y poco más de dos siglos después, en 1847, ya en la efímera República de Yucatán y en el México independiente, la cruenta guerra de castas que no sería concluida sino hasta 1902.